# Ла Скала
Ла Скала (на италиански: Teatro alla Scala, La Scala) е оперен театър в Милано, Италия.
Театърът „Ла Скала“ е построен по проект на архитект Джузепе Пиермарини през 1776 – 1778 г. на мястото на църквата „Санта Мария дела Скала“, откъдето идва името на прочутия театър. Открит е на 3 август 1778 г. с постановка на операта на Антонио Салиери Europa riconosciuta.

## Сградата на театъра
Сградата е в стил неокласицизъм. Зрителната зала се отличава с безукорна акустика. Тя съчетава ролята си на безупречен театър с различни удобства за зрителите.
Сградата е с дължина 100 м и с ширина 38 м. В началния ѝ вид в центъра на фасадата се е издигал портал за приемане на карети.
Залата е с форма на подкова, оцветена в бели, сребърни и златни тонове. Зрителските места са разположени на шест етажа с ложи, от които последните два етажа са галерии. Броят на ложите е 194, плюс кралската ложа. Всички ложи са свързани с коридори. Зад ложите е бил разположен втори ред ложи, които в първите години на функциониране на театъра са оборудвани с маси за игра на карти и предлагане на напитки. Във всяка ложа се помествали 8 – 10 места за сядане.
Сцената на Ла Скала не е голяма. Партерът в първоначалния период не е бил оборудван за зрители, но по време на представления са поставяни столове. Тъй като за осветление на ложите са използвани свещи, седящите на партера често са се прибирали след представлението накапани с восък.
Сградата на Ла Скала струва на Милано около 1 милион лири, а разходът е поет от 90 аристократически семейства.
По време на Втората световна война театърът е разрушен и възстановен в първоначалния си вид през 1946 г.
След това сградата неколкократно е реставрирана. Последният ремонт приключва през 2004 г. и струва 61 млн. евро. На 7 декември същата година в обновената зала е представена операта на Салиери, с която някога е открита Ла Скала.

## Оперна сцена
До края на 18 век сградата се използва за различни събития и представления – балове, драматични постановки, куклени представления. Най-добре обаче са посрещнати 4-те оперни сезона годишно – карнавален, пролетен, есенен и летен. По време на карнавалния сезон са представяни сериозни оперни постановки и балети, а през останалите 3 сезона – леки, развлекателни опери.
В началото на 19 век Ла Скала става основна сцена за италианската оперна музика. Между 1812 и 1820 г. в оперния театър се представят премиерите на опери на Джоакино Росини. След 1830 г. Ла Скала става най-популярната оперна сцена в Италия и място за премиери на най-популярните оперни композитори на Италия – Гаетано Доницети, Винченцо Белини, Джузепе Верди, Джакомо Пучини и др.

## Оперна трупа
Без съмнение оперната трупа на Ла Скала е сред най-елитните в света. Това се дължи най-вече на договорите със световни светила в операта.
Ла Скала привлича и световноизвестните български оперни певци. На сцената на Ла Скала са намерили изява български знаменити изпълнители:
- Надя Ковачева-Фиандака (от 1925 г., 12 сезона)
- Елена Доскова-Рикарди (от 1928)
- Надя Свиларова (от 1929)
- Илка Попова
- Елена Николай
- Тодор Мазаров
- Борис Христов
- Никола Николов
- Димитър Узунов
- Николай Гяуров
- Райна Кабаиванска
- Маргарита Лилова
- Милкана Николова
- Славка Таскова-Паолети
- Никола Гюзелев
- Гена Димитрова
- Христина Ангелакова
- Кристина Горанчева
- Анна Томова-Синтова
- Калуди Калудов
- Юлиан Константинов
- Мариана Пенчева
- Орлин Анастасов и др.